# Lhachen Bhagan
Lhachen Bhagan (1440-1500), hijo de Lhachen Bara, fue un rey basgo que unió a Ladakh (hoy India) en 1470 al derrocar al rey de Leh. Tomó el apellido de Namgyal (que significa victorioso) y fundó una nueva dinastía que sobrevivió hasta el día de hoy.
Lhachen Bhagan tuvo dos hijos, Lhwang-gon y Thashi-gon. Si bien el mayor poseía una mayor contextura física, Thashi, el más joven, era más habilidoso y se las ingenió para que su hermano quedara ciego y lo envió junto con su esposa a vivir en una villa en Lingshed. Reinó desde 1500 hasta 1532. 

## Dinastía fundada por Lhachen Bhagan
| Nombre del rey         | Reinado   | Fallecimiento | Eventos notables |
| ---------------------- | --------- | ------------- | --- |
| Lhachen Bhagan         | 1440-1500 | ?             | anexa Leh en 1470 |
| Lhachen Lawang Namgyal | 1500-1532 | ?             | depuesto |
| Lhachen Tashi Namgyal  | 1500-1551 | 1595          | repele a invasores de Asia central; Ladakh es anexada por Cachemira 1548-1551 |
| Tsewang Namgyal I      | 1532-1560 | 1560          | expande el reino hasta Nepal |
| Jamyang Namgyal        | 1560-1590 | 1590          | intentos infructuosos de Cachemira para convertir Ladakh al islam; pierde los reinos anexados a manos de Skardu |
| Senge Namgyal          | 1590-1620 | 1620          | musulmán, anexa Zanskar, Spiti y Guge; establece en el río Nar la frontera entre Tíbet y Ladakh; vence a los mogoles en Baltistan; reconoce la soberanía del Imperio Mogol; se une con Bután contra Tíbet; negocia la paz con Tíbet; consigue una independencia con ciertas limitaciones |
| Deden Namgyal          | 1620-1620 | 1640          | |
| Delak Namgyal          | 1640-1680 | 1680          | construye una mezquita en Leh; en 1665 firma un tratado con Tíbet; pierde Guge |
| Nyima Namgyal          | 1680-1720 | 1739          | establece un consejo de oficiales y ancianos; crea una imprenta de bloques |
| Dekyong Namgyal        | 1720-1740 | 1760          | |
| Phuntsok Namgyal       | 1740-1760 | 1760          | |
| Tsewang Namgyal        | 1760-1780 | 1780          | |
| Tseten Namgyal         | 1780-1790 | 1790          | fallece de viruela a los 24 años |
| Tsepal Tundup Namgyal  | 1790-1840 | 1856          | firma un tratado con Jammu en 1834; es depuesto por Jammu; recibe jagir de Stok; toma nuevamente el poder en 1839 |
| Tsewang Rabten Namgyal | 1856-1873 | 1856          | reinado compartido 1830 - 1837 |
| Tsepal Namgyal         | 1840-1842 | 1842          | a Sikh Kashmir 1839-1840; repuesto |